# Cuvântul adevărat
Cuvântul adevărat (sau Cuvântarea adevărată, Discursul adevărat; în greacă: Λόγος Ἀληθής, Logos Alēthēs) este un tratat pierdut în care filosoful grec antic Celsus a abordat multe dintre punctele principale ale creștinismului timpuriu, pe care le-a respins sau a argumentat împotriva validității lor. În Cuvântul adevărat, Celsus a atacat creștinismul în trei moduri; prin respingerea pretențiilor sale filozofice, marcând-o ca un fenomen asociat cu clasa needucată și inferioară și atenționând publicul său că este un pericol pentru Imperiul Roman . Toate informațiile referitoare la lucrare există doar în citatele extinse din aceasta în Contra Celsum („Împotriva lui Celsus”) scrisă după șaptezeci de ani mai târziu de apologetul creștin Origen. Se crede că acestea sunt corecte în măsura în care au baze veridice și raționale, dar este posibil să nu ofere o imagine complet cuprinzătoare a lucrării originale. 

## Critica creștinismului înainte de Celsus
Celsus a fost un singurul scriitor într-o lungă tradiție de scriitori și filozofi romani, care au scris și au rostit împotriva Creștinismului, simțind că doctrinele lor erau fie de neîncercat, fie de nebunie. Problema principală pe care au avut-o majoritatea cetățenilor romani și guvernul imperial în ceea ce privește creștinii a fost refuzul lor vehement de a participa la sacrificiile cerute, ce erau făcute în mod regulat închinate împăratului și statului roman, sacrificii făceau parte integrantă din politica romană, religia și cultura acestora. Majoritatea romanilor nu au putut înțelege insistența creștinilor asupra propriei lor superiorități și insistența lor pe calea lor aparent exclusivă spre mântuire. De asemenea, ei nu au putut înțelege afirmațiile Creștinismului potrivit cărora erau o religie unică, cu o istorie îndelungată, care a revenit în antichitate, când filozofii romani au știut că creștinismul s-a desprins de iudaism relativ recent și încă mai foloseau texte evreiești antice atât pentru a-și formula teologia, cât și pentru a susține revendicările lor religioase. Acești scriitori romani, care de multe ori mărturiseau a fi membri fideli ai Imperiului și ai societății romane, au fost, de asemenea, „tulburați de aparenta incoerență a poziției creștine față de societate și față de religia recunoscută a statului”.  Toți acești factori au determinat creștinii să fie clasificați ca dușmani ai societății. Filozofii romani au atacat, de asemenea, principii morale și etice creștine, deoarece „creștinismul din primul secol nu trebuia încă să dezvolte un sistem de credințe asimilabil sau un canon fix de scrieri din care astfel de credințe puteau fi educate”.  Celsus a fost doar unul dintre mulți, inclusiv Lucian, care a scris împotriva creștinismului. 

## Celsus și opera sa
Celsus a fost fie un grec, fie un roman care a scris în a doua jumătate a secolului II d.Hr. Se știe foarte puțin despre originile sau viața sa. Lucrarea în forma sa inițială s-a pierdut, iar Cuvântul adevărat supraviețuiește doar ca extrase dintr-o lucrare a savantului creștin Origen, care l-a citat pe Celsus pentru a îl contrazice.  Origen a declarat că Celsus era din prima jumătate a secolului al II-lea d.Hr., deși majoritatea savanților moderni au ajuns la un consens general potrivit căruia Celsus a scris probabil în jurul anilor 170 - 180 d.Hr.  Majoritatea savanților moderni sunt de acord că Celsus nu s-a bazat pe „ zvonurile”  potrivit cărora mulți alți creștini ai perioadei de timp, ci mai degrabă s-a bazat pe propriile observații și a arătat cunoștințe atât despre Biblia ebraică, cât și despre Noul Testament al Bibliei creștine. cât și alte scrieri evreiești și creștine. 

## Argumente filosofice și teologice
Primul punct principal al lui Celsus din Cuvântul său adevărat a fost să respingă valabilitatea creștinismului. În opinia sa, teologia creștină s-a bazat pe un amalgam de false idei filosofice orientale legate rapid. El a afirmat că creștinii vor „țesea păreri eronate extrase din surse antice și le vor trâmbița cu voce tare”.  Celsus a criticat punct cu punct doctrina creștină și de ce nu ar fi trebuit să creadă nimeni în aceasta. El a negat nașterea dintr-o fecioară a lui Iisus și a acuzat-o pe Maria că este o adulteră dovedită de soțul ei. Teoria lui nu era nouă, deoarece chiar și evreii din acea vreme spuneau la fel.   Restul de povești creștine - ceea ce constituie acum Biblia creștină - Celsus le-a găsit foarte insipide și neatestabile în comparație cu legendele grecești și romane ale Zeilor puternici și diverși. Celsus a găsit, de asemenea, că filosofia creștină are lipsuri în comparație cu filozofia seculară și a declarat că „lucrurile sunt declarate mult mai bine printre greci”.  Celsus l-a folosit pe Platon ca reprezentant pentru filozofii greci și, potrivit acestuia, la compararea celor două tradiții filosofice creștinismul a dovedit a fi inferioară, întrucât „Platon nu se face vinovat de lăudarea și falsitatea”,  o crimă pe care Celsus o simte în mod evident. este o marcă comercială a teologilor creștini. Singura legătură pe care a făcut-o Celsus între filozofia greacă și Creștinismul a fost atunci când a afirmat că „Isus a pervertit cuvintele filosofului” (adică Platon). 
În comparație cu zeii mitologiei romane și grecești, Celsus la găsit pe Dumnezeul creștin lipsit de tristețe și a declarat că nu poate fi un zeu, întrucât nu era nici atotștiutor, nici atotputernic . Celsus nu putea deduce nicio explicație pentru acțiunile Dumnezeului creștin, cum ar fi inundațiile, dezastrele naturale și introducerea răului în lume, cu excepția faptului că Dumnezeu a vrut să atragă atenția asupra măreției sale, deoarece simțea că umanitatea îi dă „mai puțin de datoria lui ".  Celsus a concluzionat că creștinii au folosit explicația lui Dumnezeu „testându-i” pentru a deghiza faptul că Dumnezeul lor nu a fost suficient de puternic pentru a lupta cu succes împotriva Satanei, ci a fost în schimb „neputincios”.  Celsus a scris că Satana a fost fie o invenție muritoare folosită de creștini pentru a-i speria pe alții să creadă filozofiile lor și să li se alăture, sau dacă a existat într-adevăr, atunci a fost dovada că Dumnezeu nu este atotputernic, ci mai degrabă un zeu mai slab iar una proastă, căci numai o ființă vrednică și nesigură ar pedepsi omenirea pentru că a fost păcălită de un rău pe care a fost prea slab pentru a-l opri.  Aparenta „credință oarbă” a creștinilor era uluitoare pentru Celsus și el a folosit-o pentru a-și susține în continuare afirmația că creștinismul era o religie falsă. În opinia sa, principalul aspect al creștinismului a fost „Nu puneți întrebări, credeți doar” și „credința voastră vă va salva”. 

## Statutul și apelul creștinismului
Celsus s-a plâns că religia creștină a fost un fenomen mic ca răspândire și acesta s-a răsândit în primul rând la clasa inferioară. El a susținut că adepții creștini au căutat în mod activ și au convertit clasa ignorantă, fără educație și inferioară, deoarece erau singurii oameni care ar crede într-o teologie atât de ridicolă și ar urma orbește doctrinele ei.  Dacă un individ ar fi din clasa superioară și, prin urmare, bine educat și în mod natural, cu caracter bun, nu ar fi convertiți, deoarece nu ar putea crede în presupunerile absurde pe care trebuie să le considere „creștinii”. Celsus s-a dovedit a fi un membru al clasei superioare atunci când își face declarațiile cu privire la Isus; care, evident, nu putea fi Fiul lui Dumnezeu, deoarece s-a născut țăran. Adevăratul Cuvânt a declarat că Maria ar fi fost nevrednică să fie observată de Dumnezeu „pentru că nu era nici bogată, nici de rang regal”.  Celsus a afirmat, de asemenea, că religia creștină a fost împotriva bunăstării și evoluției personale, deoarece acest lucru i-ar putea determina pe urmașii lor să descopere lipsurile din religia lor. Celsus a declarat că adepții religiei creștine se convertesc prin „conducere asupra oamenilor răi prin speranțe goale și pentru a-i convinge să disprețuiască lucruri mai bune, spunând că, dacă se vor abține de la ei, va fi mai bine ...”.  

## Creștinismul ca un pericol pentru Roma
Principalul argument al lui Celsus împotriva creștinismului și de ce l-a atacat cu atâta asprime, a fost acela că îl considera o forță divizivă și distructivă care ar dăuna atât Imperiului Roman, cât și societății. Aderarea la religia romană susținută de stat a fost obligatorie și autoritățile romane au considerat că este necesară pentru gestionarea eficientă a sistemului politic. Una dintre cele mai integrante părți ale religiei de stat a fost reverența și jertfele ocazionale pentru împărat, act la care creștinii au refuzat continuu să participe, întrucât, în opinia lor, se apropia prea mult de idolatrie și închinare la un Dumnezeu fals. 
Celsus enumera multe motive pentru care cititorii săi romani puteau deduce cu ușurință că creștinismul le pune în pericol unitatea și stabilitatea Imperiului. Creștinismul provine din iudaism, ai cărui adepți, deși trăiau în interiorul Imperiului, se revoltaseră deja împotriva conducerii romane de mai multe ori. Comunitatea creștină a devenit apoi divizată în continuare și Celsus s-a plâns că „problemele sunt determinate de divizarea în mai multe secte”.  Această disesiune între diferitele facțiuni din cadrul creștinismului ce a dovedit pentru romani că adepții creștini care nici măcar nu se puteau reuni sub propriile lor credințe împărtășite erau în mod natural un popor divizor și nu numai că au provocat fricțiuni în cadrul propriei filozofii, ci și ar perturba unitatea Imperiului. În cele din urmă, Celsus și alți scriitori romani au crezut că „creștinii sunt periculoși tocmai pentru că pun avansarea credințelor lor deasupra binelui comun și a bunăstării statului”. 
Secretul în care creștinii s-au întâlnit și practicat a fost o altă problemă pentru Celsus. El a comentat că „au înființat asociații secrete între ele contrare legii”.  Celsus a declarat că nu este nimic greșit în legătură cu înjurarea credincioșiei unui rege sau a unui împărat, întrucât el a oferit mediul stabil în care toți cetățenii ar putea trăi liber, iar în schimb, era de datoria fiecărui cetățean roman să-l ajute pe împărat și " muncește cu el în menținerea justiției ". 
Celsus a oferit o singură soluție pentru a rezolva problemele pe care el credea că creștinismul le va crea inevitabil în interiorul Imperiului. El a poruncit că creștinii trebuie să respecte atât împăratul și să efectueze ritualuri către Zeii statului roman. Dacă nu ar putea sau nu participa la religia imperială, nu trebuie „să participe la treburile vieții, dar… plecați de aici cu toată viteza și nu lăsați nicio posteritate în urma lor”. 

## Notițe
1. ↑  Celsus 1987, p. 20.
2. ↑  Celsus 1987, p. 24.
3. ↑  Baltes.
4. ↑  Celsus 1987, p. 30-32.
5. ↑  Benko, Stephen. "Pagan Rome and the Early Christians". Indiana University Press, Bloomington, 1984. 148.
6. ↑  Celsus 2001, Bk. III, ch. 16.
7. ↑  Celsus 2001, Ignorance, Irrationality, and Superstition Bk. VI, ch. 1.
8. ↑  Celsus 2001, Ignorance, Irrationality, and Superstition Bk. VI, ch. 10.
9. ↑  Celsus 2001, Ignorance, Irrationality, and Superstition Bk. VI, ch. 16.
10. ↑  Celsus 2001, Judaism and Christianity, Bk. VI, ch. 6.
11. ↑  Celsus 2001, Ignorance, Irrationality, and Superstition Bk. VI, ch. 42.
12. ↑  Celsus.
13. ↑  Celsus 2001, Ignorance, Irrationality, and Superstition Bk. I, ch. 9.
14. ↑  Celsus 2001, Ignorance, Irrationality, and Superstition Bk. III, ch. 44.
15. ↑  Celsus 2001, Jesus and the Jewish Critics, Bk. I, ch. 39.
16. ↑  Celsus 2001, Ignorance, Irrationality, and Superstition – Bk. III, ch. 78.
17. ↑  Celsus, Origen and Hoffmann, www.tertullian.org
18. ↑  Celsus 2001, Ignorance, Irrationality, and Superstition – Bk. III, ch. 10.
19. ↑  Celsus 1987, p. 44.
20. ↑  Celsus 2001, Christians and Society Bk. I, ch.1.
21. ↑  Celsus 2001, Christians and Society Bk. VIII, ch. 73.
22. ↑  Celsus 2001, Christians and Society Bk. VIII, ch. 55.